# Doll Doll Doll
Doll Doll Doll è un album del 2001 di Venetian Snares, artista breakcore. L'album è molto scuro, e in gran parte il tema dell'album ruota attorno alla uccisione di bambini. Pur essendo un album soprattutto breakcore, mette in evidenza varie influenze in sintonia con lo stile di Venetian Snares, comprese musica classica, ambient e jazz, utilizzandole insieme ad altre influenze in modo tale da rendere l'album oscuro e atmosferico.

## Tracce

### CD
1. "Pygmalion" – 6:53
2. "Remi" – 6:24
3. "I Rent the Ocean" – 5:55
4. "Dollmaker" – 5:47
5. "Befriend a Childkiller" – 8:39
6. "Pressure Torture" – 7:49
7. "Macerate and Petrify" – 6:03
8. "All the Children Are Dead" – 9:07

### Vinile
Side A
1. "Befriend a Childkiller" – 5:57
2. "Interstellar Narcotics" – 5:44

Side B
1. "Dollmaker" – 5:05
2. "Dolleater" – 7:11

Sia Dolleater che il remix di Befriend a Childkiller sono presenti nell'album Find Candace.